# Flemingostrea
Flemingostrea is een geslacht van tweekleppigen uit de  familie van de Ostreidae.

## Soorten
- Flemingostrea suteri (Ihering, 1907) †
- Flemingostrea wollastoni (Finlay, 1927) †